# 若大将対青大将
『若大将対青大将』（わかだいしょうたいあおだいしょう）は、加山雄三主演の日本映画。若大将シリーズの第17弾。この作品をもって若大将は加山雄三から（加山雄三が結成していたザ・ランチャーズのギター担当でもある）大矢茂にバトンタッチされるが、大矢主演での作品は製作されず、次作は3代目若大将草刈正雄主演の「がんばれ!若大将」、または加山主演の「帰ってきた若大将」になる。クレジット順は大矢がトップで、加山はトメ（クレジットのラストで表示される）扱いになった。更に岩内克己監督が若大将シリーズに関わるのはこれが最後。1971年1月9日公開。東宝製作。

## ストーリー
青大将こと石山新次郎が、8年がかりでやっと京南大学を卒業出来た。さっそく卒業祝いを、若大将こと田沼雄一の後輩・太田茂夫の母の春江が経営するドライブイン「オーク」で盛大に行われた。その席上、田沼は太田に「若大将」の座を譲り、更に石山も後輩の学生に「青大将」の座を譲った。それから数日後、新次郎が父・剛造の経営する石山商事に入社。新次郎はOLの塚本節子に一目惚れするが、節子は雄一が好きだという。そんな折、剛造から、英語の達者な若者をニューヨーク支店に栄転させるということを聞き、チャンスとばかり雄一を指名。かくして雄一はニューヨークへ旅立つ。新次郎は今だとばかり節子に接近しようとするが、茂夫に邪魔される。それもそのはず、雄一は茂夫に節子の事を頼まれていたのだ。ヤケクソになった新次郎は、茂夫のGF・森山圭子に、節子を茂夫の恋人だと言いふらし、挙句の果てに、ニューヨークから帰って来た雄一が連れて来たバイヤー・キャッシーを、節子に「雄一の恋人」と言いふらした。やがて、鈴鹿サーキットでのグランプリの日、雄一から茂夫の気持ちを聞いた圭子は、鈴鹿に直行した…。

## スタッフ
- 製作 - 藤本真澄、安武龍
- 監督 - 岩内克己
- 監督助手 - 吉松安弘
- 脚本 - 田波靖男
- 撮影 - 原一民
- 音楽 - 萩原哲晶
- 美術 - 薩谷和夫
- 録音 - 吉岡昇
- 整音 - 東宝録音センター
- 照明 - 小島真二
- 編集 - 岩下広一
- 製作担当者 - 村上久之
- スチール - 中尾孝

## キャスト
- 太田茂夫 - 大矢茂
- 石山新次郎 - 田中邦衛
- 塚本節子 - 酒井和歌子
- 森山圭子 - 吉沢京子
- 富士子 - 太田淑子
- 令子 - 森るみ子
- 悦子 - 早坂八千代
- 石山剛造 - 松村達雄
- 太田春江 - 三條美紀
- きよ - 千石規子
- 牧田昌子 - 小林夕岐子
- 警官 - 江戸家猫八
- 平岡課長 - 人見明
- 高林教授 - 南利明
- マネージャー - 高松しげお
- 千代子 - 高橋ひとみ
- ふみ子 -こんどうそや
- キャッシー - スーザン・エバンス
- 美人の客（二役） - 酒井和歌子
- 田沼雄一 - 加山雄三

## 挿入歌
- 「アダムとイブのように」（加山雄三&大矢茂） ※雄一&節子、茂夫&圭子のダブルデートのシーンに使用された。
- 「掟にそむいて」（大矢茂） ※茂夫のオートバイレースシーンに使用された。

## 同時上映
『初めての旅』
- 監督：森谷司郎。主演：岡田裕介、二谷英明。